# Chris Isaak
Christopher Joseph Isaak (Stockton, Californië, 26 juni 1956) is een Amerikaans zanger, muzikant, songwriter en tevens acteur. Zijn muziek kan omschreven worden als een mengeling van country, blues, rock-'n-roll, pop en surf rock.

## Biografie
Chris Isaak richtte in 1981 de band Silvertone op, zij begeleiden Isaak nog steeds als begeleidingsband. Silvertone bestaat uit Rowland Salley op bas, James Calvin Wilsey op gitaar en Kenney Dale Johnson op drums.
Wereldwijd succes kwam er nadat regisseur David Lynch in 1991 de single Wicked Game gebruikte in de film Wild at heart. Van de laatstgenoemde single deed vooral de videoclip veel stof opwaaien omdat topmodel Helena Christensen er topless te zien is op een strand.
In 2001 begon Isaak met zijn eigen televisieshow, The Chris Isaak Show. In deze komische show speelden Chris Isaak en zijn band fictieve gebeurtenissen achter de schermen van hun wereld na. De show was in Nederland in 2002 kortstondig te zien op Veronica. De serie stopte in de Verenigde Staten in maart 2004.

## Discografie

### Albums
- Silvertone (1985)
- Chris Isaak (1986)
- Heart Shaped World (1989)
- San Francisco Days (1993)
- Forever Blue (1995)
- Baja Sessions (1996)
- Speak of the Devil (1998)
- Always Got Tonight (2002)
- Christmas (2004)
- Mr. Lucky (2009)
- Beyond the Sun (2011)
- First Comes the Night (2015)

## Filmografie
- Married to the Mob (1988)
- The Silence of the Lambs (1991)
- Twin Peaks: Fire Walk with Me (1992)
- Little Buddha (1993)
- Grace of My Heart (1996)
- That Thing You Do! (1996)
- Blue Ridge Fall (1999)
- The Chris Isaak Show (serie, 2001-2004)
- A Dirty Shame (2004)
- The Informers (2008)

## Hitnoteringen

### Albums
| Album met eventuele hitnotering(en) in de Nederlandse Album Top 100 | Datum van verschijnen | Datum van binnenkomst | Hoogste positie | Aantal weken | Opmerkingen   |
| ------------------------------------------------------------------- | --------------------- | --------------------- | --------------- | ------------ | ------------- |
| Silvertone                                                          | 1985                  | 07-09-1985            | 71              | 3            |               |
| Chris Isaak                                                         | 1986                  | 07-03-1987            | 29              | 32           |               |
| Heart Shaped world                                                  | 06-1989               | 24-06-1989            | 26              | 14           |               |
| Wicked Game                                                         | 1991                  | 02-02-1991            | 2               | 25           | Verzamelalbum |
| San Francisco Days                                                  | 13-04-1993            | 24-04-1993            | 15              | 19           |               |
| Forever Blue                                                        | 23-05-1995            | 03-06-1995            | 22              | 14           |               |
| Baja Sessions                                                       | 08-10-1996            | 12-10-1996            | 62              | 4            |               |
| Beyond the Sun                                                      | 18-10-2011            | 28-01-2012            | 69              | 3            |               |

| Album met hitnotering(en) in de Vlaamse Ultratop 200 albums | Datum van verschijnen | Datum van binnenkomst | Hoogste positie | Aantal weken | Opmerkingen   |
| ----------------------------------------------------------- | --------------------- | --------------------- | --------------- | ------------ | ------------- |
| Forever Blue                                                | 1995                  | 10-06-1995            | 37              | 6            |               |
| Always Got Tonight                                          | 2002                  | 22-06-2002            | 41              | 2            |               |
| Best of Chris Isaak                                         | 2006                  | 27-05-2006            | 93              | 2            | Verzamelalbum |
| Mr. Lucky                                                   | 2009                  | 02-05-2009            | 37              | 6            |               |
| Beyond the Sun                                              | 2011                  | 28-01-2012            | 95              | 2            |               |
| First Comes the Night                                       | 2016                  | 13-02-2016            | 35              | 11           |               |

### Singles
| Single met eventuele hitnotering(en) in de Nederlandse Top 40 | Datum van verschijnen | Datum van binnenkomst | Hoogste positie | Aantal weken | Opmerkingen                                                  |
| ------------------------------------------------------------- | --------------------- | --------------------- | --------------- | ------------ | ------------------------------------------------------------ |
| Dancin'                                                       | 1985                  | 18-05-1985            | tip18           | -            |                                                              |
| Livin' for Your Lover                                         | 1986                  | 01-03-1986            | tip9            | -            | Nr. 50 in de Nationale Hitparade                             |
| Blue Hotel                                                    | 1987                  | 30-05-1987            | 31              | 4            | Nr. 42 in de Nationale Hitparade Top 100                     |
| Lie to Me                                                     | 1987                  | 15-08-1987            | tip5            | -            | Nr. 48 in de Nationale Hitparade Top 100                     |
| Wicked Game                                                   | 1990                  | 19-01-1991            | 5               | 12           | Nr. 5 in de Nationale Top 100 / Veronica Alarmschijf Radio 3 |
| Lie to Me                                                     | 1991                  | 20-04-1991            | 28              | 4            | Nr. 35 in de Nationale Top 100                               |
| Dancin'                                                       | 1991                  | 01-06-1991            | tip15           | -            | Nr. 64 in de Nationale Top 100                               |
| Can't Do a Thing (To Stop Me)                                 | 1993                  | 24-04-1993            | 34              | 3            |                                                              |

| Single met hitnotering(en) in de Vlaamse Ultratop 50 | Datum van verschijnen | Datum van binnenkomst | Hoogste positie | Aantal weken | Opmerkingen                 |
| ---------------------------------------------------- | --------------------- | --------------------- | --------------- | ------------ | --------------------------- |
| Blue Hotel                                           | 1987                  | 20-06-1987            | 27              | 5            | Nr. 22 in de Radio 2 Top 30 |
| Wicked Game                                          | 1990                  | 26-01-1991            | 1(3wk)          | 14           | Nr. 1 in de Radio 2 Top 30  |
| Reverie                                              | 2016                  | 13-02-2016            | tip             | -            |                             |

### NPO Radio 2 Top 2000
| Nummers met noteringen in de NPO Radio 2 Top 2000 | '99 | '00 | '01 | '02 | '03  | '04 | '05  | '06  | '07  | '08  | '09  | '10  | '11  | '12  | '13  | '14  | '15  | '16  | '17  | '18  | '19  | '20  | '21  | '22  | '23  | '24  |
| ------------------------------------------------- | --- | --- | --- | --- | ---- | --- | ---- | ---- | ---- | ---- | ---- | ---- | ---- | ---- | ---- | ---- | ---- | ---- | ---- | ---- | ---- | ---- | ---- | ---- | ---- | ---- |
| Blue Hotel                                        | 759 | 719 | 978 | 832 | 876  | 754 | 1111 | 1460 | 1274 | 1092 | 1370 | 1309 | 1207 | 1373 | 1185 | 1585 | 1547 | 1482 | 1357 | 1635 | 1859 | 1651 | 1964 | 1931 | 1922 | 1896 |
| Wicked Game                                       | -   | -   | -   | -   | 1577 | 573 | -    | 843  | 830  | 1059 | 970  | 995  | 889  | 927  | 514  | 750  | 721  | 588  | 417  | 445  | 477  | 472  | 500  | 416  | 374  | 339  |

1. ↑  Een '-' betekent dat het nummer niet was genoteerd en een vetgedrukt getal geeft de hoogste notering van een nummer aan.

## Trivia
- Chris Isaak was gastacteur in de serie 'Friends'. In de aflevering "The one after the Super Bowl Part I", seizoen 2, uit 1996 speelt Chris Isaak Rob Donnen en boekt hij Phoebe als artiest voor een van de New Yorkse kinderbibliotheken.
- In de videoclip van het nummer Sacrifice van Elton John uit 1989 speelden Chris Isaak en Yasmeen Ghauri de hoofdrol.
- In 'The Silence Of The Lambs' uit 1991 speelt Chris Isaak een kleine rol. Hij is een van de agenten in de lift scene waar Hannibal Lecter ontsnapt.